# PMT Linie Kolejowe
PMT Linie Kolejowe Sp. z o.o. (PMTLK) – polski zarządca infrastruktury kolejowej będący własnością spółek Pol-Miedź Trans (99%) i Mercus (1%).

## Historia
Firma powstała w 2008 roku w związku z potrzebą rozdzielenia funkcji przewoźnika od funkcji zarządcy linii kolejowych przez Pol-Miedź Trans. Rozpoczęła dzielność w 2009 r. Przedsiębiorstwo utworzono na bazie Wydziału Utrzymania Infrastruktury Kolejowej Pol-Miedź Trans. 
W dniu 10 sierpnia 2010 roku spółka otrzymała od Urzędu Transportu Kolejowego autoryzację bezpieczeństwa w transporcie kolejowym.

## Charakterystyka
Spółka zajmuje się: wykonywaniem remontów torów i rozjazdów, usuwaniem skutków wykolejeń taboru i wypadków kolejowych, konserwacją i utrzymaniem urządzeń sterowania ruchem kolejowym, usuwaniem awarii w terenie, budową torów oraz ich podbijaniem. 
PMT Linie Kolejowe zarządza dwiema własnymi normalnotorowymi liniami kolejowymi pomiędzy Lubinem i kopalnią Lubin oraz pomiędzy Pawłowicami Małymi i Hutą Miedzi Legnica. Długość linii kolejowych należących do PMT Linie Kolejowe wynosi 2 kilometry 299 metrów. W skład infrastruktury firmy wchodzą także 2 stacje kolejowe i 2 posterunki ruchu. 
Do spółki należy ponadto: od 2008 r. zarząd nad linią kolejową nr 212 na odcinku Lipusz – Bytów; od 2011 r. zarząd nad linią kolejową nr 326 na odcinku Wrocław Zakrzów – Trzebnica; a od 2012 r. zarząd nad linią kolejową nr 427 na odcinku Mścice – Mielno Koszalińskie. 
PMT Linie Kolejowe obsługuje również bocznice kolejowe w okolicach: Bytowa, Warszawy, Torunia, Nowej Wsi i Narewki. Głównymi zleceniodawcami dla firmy są: KGHM Ecoren, Urząd Miasta Bytów, PKP Cargo i Operator Logistyczny Paliw Płynnych.

## Linie kolejowe w zarządzie PMT Linie Kolejowe
- Linia kolejowa nr 326 Wrocław Zakrzów – Trzebnica[8]
- Linia kolejowa nr 427 Mścice – Mielno Koszalińskie[9]
- Linia kolejowa nr 971 Lubin Górniczy – Lubin Kopalnia
- Linia kolejowa nr 972 Pawłowice Małe – Pawłowice Małe Fabryczny
- Linia kolejowa Lubin Kopalnia – Polkowice
- Linia kolejowa nr 311 Szklarska Poręba Górna – Harrachov (granica państwa)